# Gleiritsch

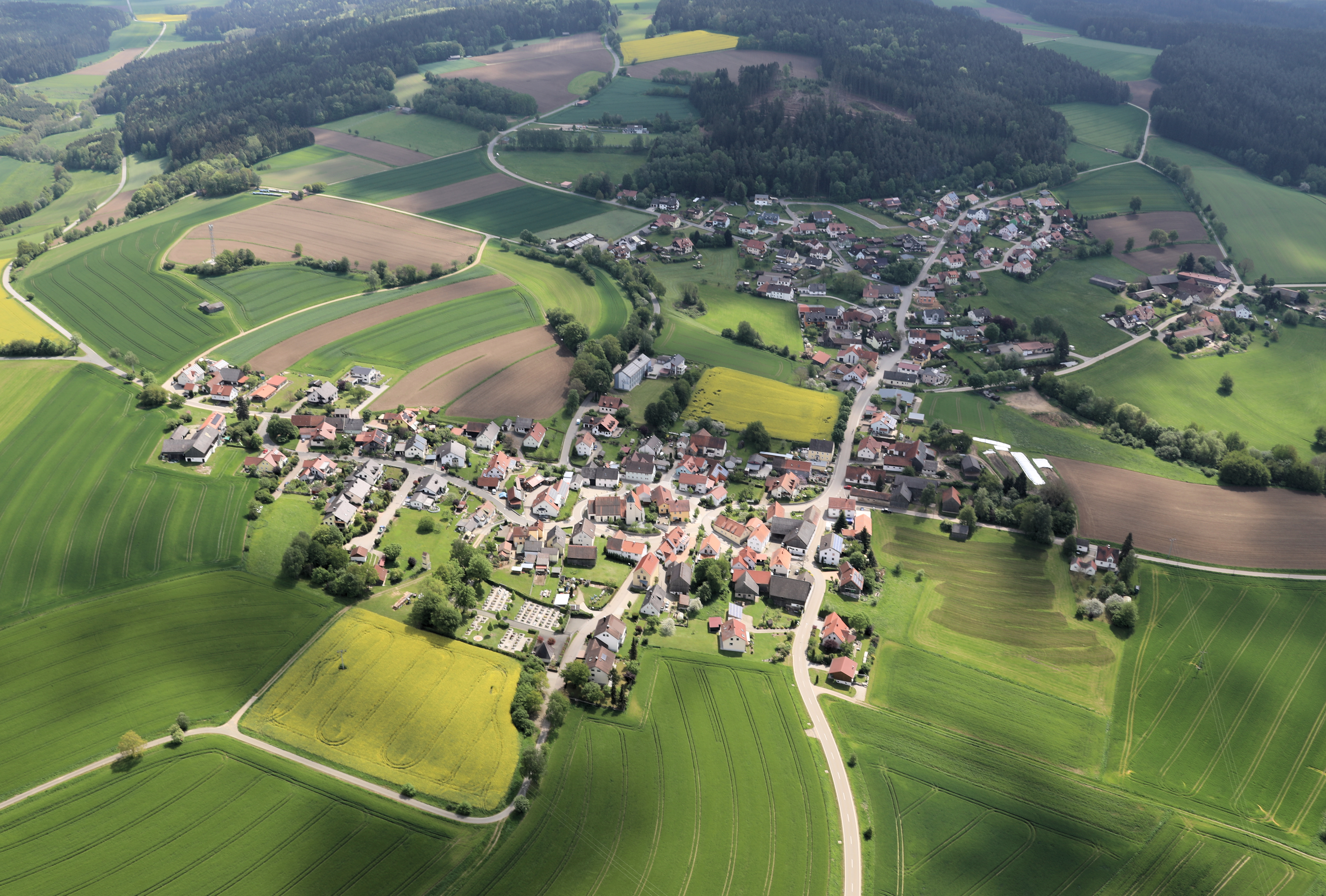
Gleiritsch (2024)

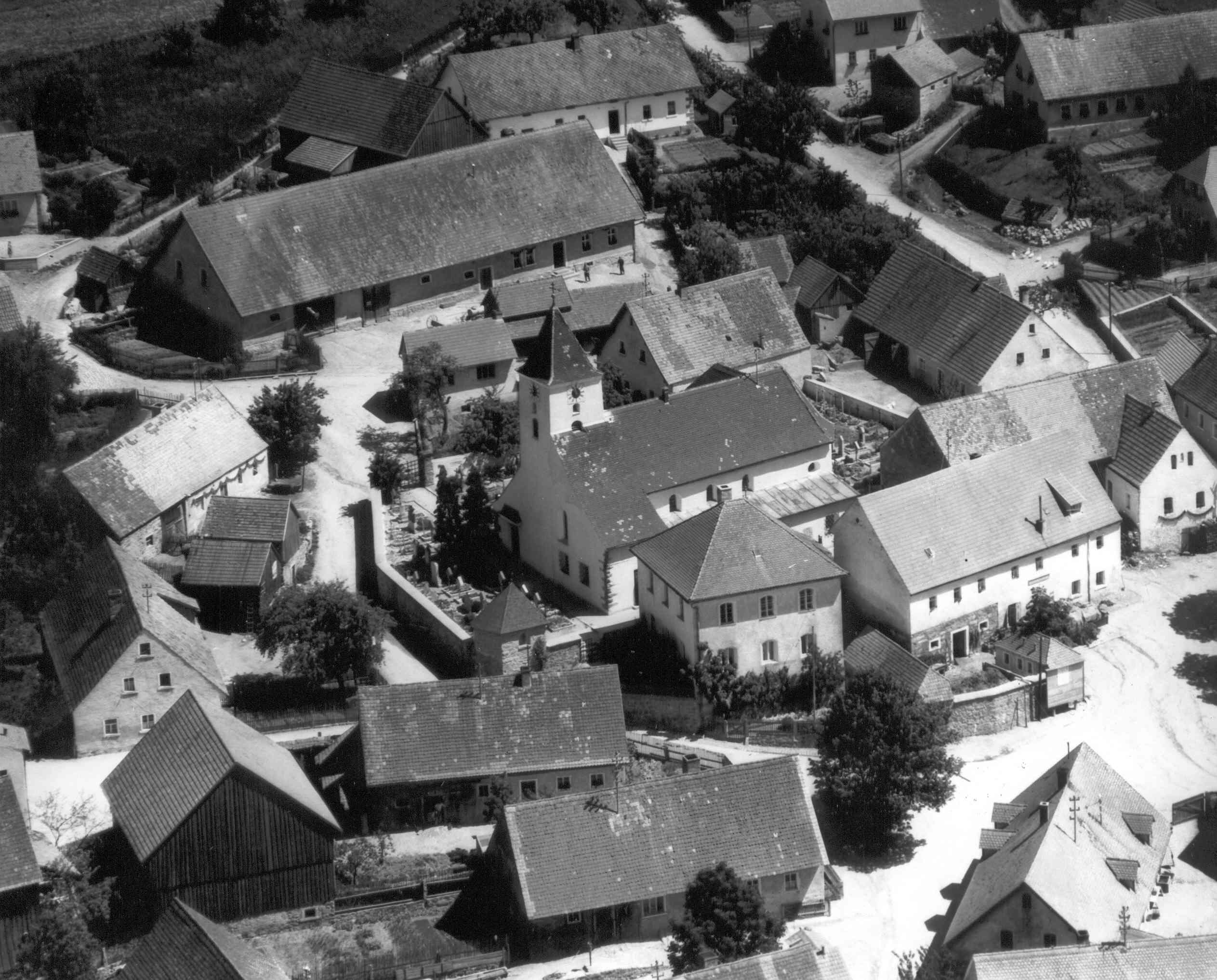
Gleiritsch, Ortskern (1959)

Gleiritsch ist eine Gemeinde im Oberpfälzer Landkreis Schwandorf.

## Geografie

### Geografische Lage
Gleiritsch liegt in der Region Oberpfalz-Nord im nordöstlichen Teil des Landkreises Schwandorf. Der Katzenstein (622 m ü. NHN) ist die höchste Erhebung im Gemeindegebiet. Nordwestlich von Gleiritsch fließt der im Tännesberger Wald entspringende Mühlbach bei Lampenricht in den aus Richtung Zeinried kommenden Bach Gleiritsch. Dieser fließt an der Kohlmühle sowie an Bernhof vorbei und mündet bei Trausnitz in die Pfreimd. Der Kroaubach entspringt östlich des Großen Kulms bei Trichenricht, fließt 500 Meter westlich von Gleiritsch an der Kroau vorbei und mündet bei der Kohlmühle in die Gleiritsch.
Der naturbelassene Weiher beim Zeltplatz in der Kroau ist im Besitz der Gemeinde Gleiritsch.

### Nachbargemeinden
Die Nachbargemeinden (im Uhrzeigersinn) sind: Tännesberg, Teunz, Guteneck, Pfreimd und Trausnitz.
| Trausnitz 4 km | Tännesberg 3 km                             |            |
|                | Kompassrose, die auf Nachbargemeinden zeigt | Teunz 5 km |
| Pfreimd 9 km   | Guteneck 6 km                               |            |

### Gemeindegliederung
Die Gemeinde hat zwölf Gemeindeteile (in Klammern ist der Siedlungstyp angegeben):
- Bernhof (Dorf)
- Boxmühle (Einöde)
- Gleiritsch (Kirchdorf)
- Hebenhof  (Einöde)
- Heilinghäusl (Einöde)
- Kohlmühle (Einöde)
- Kroau (Weiler)
- Lampenricht (Dorf)
- Sägmühle (Einöde)
- Steinach (Weiler)
- Stöcklhof (Weiler)
- Zieglhäuser (Weiler)

Es gibt die Gemarkungen Bernhof, Gleiritsch und Lampenricht.

## Geschichte

### Herkunft des Namens Gleiritsch
Der Name kommt aus dem Slawischen und bedeutet Bodenerhöhung am Bach (glova = Bodenerhöhung, rěčica = Bächlein). Der Name Gleiritsch geht auf slawische Besiedlung zurück (wie die Ortsnamen Teunz, Hohentreswitz, Köllitz, Söllitz – Trausnitz ist nachweislich nicht slawisch). Der Bach Gleiritsch fließt an dieser Bodenerhöhung, von Zeinried kommend, an Lampenricht, Sägmühle, Kohlmühle und Bernhof vorbei und mündet bei Trausnitz in den Fluss Pfreimd.

### Erste Nennung im Jahre 1031
Die erste nachweisliche Nennung der Siedlung Gleiritsch erfolgte 1031. Unter der Bezeichnung „Gloureizi“ tauchte der Name im Güterverzeichnis des Regensburger Benediktinerklosters St. Emmeram auf. Bei dieser Aufzeichnung handelt es sich um einen Rotulus, der urbarielle Eintragungen des Klosters enthält. Man konnte das Original, das bis zum Ausbruch des Zweiten Weltkrieges im Bayerischen Hauptstaatsarchiv in München verwahrt wurde, nicht mehr auffinden. Doch eine Abschrift des Schriftstückes aus dem Jahre 1921 liegt noch vor, so dass die Güterbeschreibung unter dem Abt Burkhard von St. Emmeram erhalten blieb. Der Vermerk in der Schriftenrolle berichtet von drei Feldstücken in „Gloureizi“, für die Abgaben entrichtet wurden („… 91 Ad Gloureizi sunt tria rura, ab his dantur III solidi“).

### Gleurast, Hachenberger, Zenger, Losnitzer und Warperger
Rund 160 Jahre dauerte es, bis weitere Belege in Form von Kaufverträgen und anderen Nennungen Hinweise auf Gleiritsch lieferten.
Um 1194 sind Quadalric und Marquard von Gleurast urkundlich belegt. Von 1282 bis 1397 ist das Adelsgeschlecht der Zeller Lehnsherr auf Gleiritsch. Anschließend folgten die Hachenberger, Muracher, Zenger, Losnitzer und Warperger.

### Die Plassenberger
Spätestens im Jahre 1550 bis in die Mitte des 17. Jahrhunderts folgten die Plassenberger den Gleissenthalern nach. Grabplatten und ein Epitaph im Innenraum der Kirche in Gleiritsch zeugen von diesem Adelsgeschlecht. Gegen Ende des 15. Jahrhunderts (1498) wurde Götz von Plassenberg Hauptmann und Pfleger in Neunburg vorm Wald und Christoph von Plassenberg erhielt 1556 die Stelle eines Landrichters in Amberg. In Biedermann, Geschlechtsregister, Band 5, Tafel 342 wird Lorenz von Plassenberg als Landsasse auf „Glayritz“ genannt. Daneben hatte er weitere Güter in Eckersdorf (Markgraftum Bayreuth) und St. Gilgenberg. Der Besitz des Lorenz von Plassenberg, der neben zwei Töchtern, Margaretha und Sybilla von Plassenberg, vier Söhne hatte, wurde auf seine Erben Georg Leo, Paulus Lorenz, Götz Siegemund und Christoph Jacob von Plassenberg aufgeteilt. Den letztgenannten „Christoff Jacob von Plassenberg zu Gleuratsch“ erwähnte erstmals 1550 ein Landsassenregister. Am 25. September 1559 belehnte ihn Kurfürst Friedrich III. von der Pfalz „mit dem burklein Plassenberg und näher bezeichneten dazugehörigen Gütern“.
Das Rittergut Gleiritsch ging von Christoph Jacob von Plassenberg auf dessen Sohn Hans Lorenz von Plassenberg über, der es bis 1582 besaß. Im Jahre 1582 empfing „Hans Christoph von Plassenberg zu Eckersdorf, St. Gilgenberg, Glayritz und Bettendorf“ Gleiritsch zum Lehen. Am 16. März 1607 bat Hans Christoph von Plassenberg in einem Brief an „Den Durchlauchtigen Hochgeborenen Fürsten und Herrn, Herrn Christiano, Fürsten zu Anhalt …, Der Obern Churfürstlichen Pfalz in Bayern Statthalter“ darum, sein „Rittergut und Hofmargs Gleyritsch im Ambt Nabburg gelegen“ seinem Sohn Hans Melchior von Plassenberg übergeben zu dürfen. Hans Melchior war von 1607 bis 1651 auf Gleiritsch. Unter den Auswirkungen verschiedener politischer Ereignisse (Dreißigjähriger Krieg 1618–1648) und religiöser Umbrüche, eingeleitet durch die Reformation, stand das Gut Gleiritsch vor dem Ruin.

### Portner, Laminger, Brandt und die Grafen von Kreuth
Im Jahre 1651 übernahm mit Heinrich Sigmund Portner, einem Enkelkind des 1652 verstorbenen Hans Melchior von Plassenberg, die Gutsherrschaft Gleiritsch. Auf die Portner und Laminger folgten die Brandt. 1688 kaufte „Johann Friedrich von Kreith“ die Hofmark Gleiritsch. Da dieser Kaufvertrag von einem Johann Melchior von Plassenberg ausgefertigt wurde, ist anzunehmen, dass Gleiritsch zwischenzeitlich wieder an die Plassenberger zurückgefallen war. Der Ort war Teil des Kurfürstentums Bayern und bildete eine geschlossene Hofmark der Grafen von Kreuth.

### Burg Gleiritsch
Die Burg Gleiritsch stand zwei Kilometer östlich von Gleiritsch an der heutigen Gemeindeverbindungsstraße von Gleiritsch nach Schömersdorf in der Waldabteilung Weider des so genannten Plassenberges.
In einem Kaufvertrag, datiert vom 31. Januar 1397, tauchte erstmals die Nennung einer Burg auf. „Frau Elspet Zellaer“, verkaufte die halbe Veste und das halbe Dorf zu „Glaweretsch“. Am 25. September 1559 belehnte Kurfürst Friedrich III. von der Pfalz „Christoff Jacob von Plassenberg zu Gleuratsch“ „mit dem burklein Plassenberg und näher bezeichneten dazugehörigen Gütern“. Nach dem Verfall wurde die Burgruine als Steinbruch benutzt. Heute ist sie vollständig abgetragen, vereinzelte Fundamentreste geben einen Überblick über die Größe der Anlage.

### Schloss Gleiritsch
Das abgegangene Schloss Gleiritsch befand sich in der Ortschaft Gleiritsch. 1845 schrieb Benedikt Zehentmeier (1844–1850 Lehrer in Gleiritsch): „die Burg Plassenberg wurde gebrochen, und in Gleiritsch selbst entstand ein herrschaftliches Schlößlein, das ganz der damaligen Bauart entsprechend, engförmig sich auf den heutigen Tag von zwei Familien bewohnt erhalten hat.“

### Gemeinden Gleiritsch und Bernhof
Im Zuge der Verwaltungsreformen in Bayern entstand mit dem Gemeindeedikt von 1818 die Gemeinde Gleiritsch. Die Ortschaft Bernhof und die Weiler Boxmühle, Zieglhäuser, Heilinghäusl und Oberpierlhof bildeten die Gemeinde Bernhof.
Im Jahre 1946 wurde die Gemeinde Bernhof aufgelöst. Die Gemeindeteile Bernhof, Boxmühle, Zieglhäuser und Heilinghäusl wurden in die Gemeinde Gleiritsch eingegliedert. Oberpierlhof kam zur Gemeinde Trausnitz. Seit 1974 ist Gleiritsch an die Verwaltungsgemeinschaft Oberviechtach angeschlossen, der die Gemeinden Teunz, Niedermurach, Winklarn und Gleiritsch angehören.

### Einwohnerentwicklung
Im Jahre 1946 erfolgte die Auflösung der Gemeinde Bernhof. Die Gemeindeteile Bernhof, Boxmühle, Zieglhäuser und Heilinghäusl wurden in die Gemeinde Gleiritsch eingegliedert. Dadurch stieg die Bevölkerungszahl der Gemeinde Gleiritsch. Zwischen 1991 und 2021 sank die Einwohnerzahl von 752 auf 638 um 114 Einwohner bzw. um 15,2 %.
| Jahr      | 1840 | 1900 | 1939 | 1950 | 1961 | 1970 | 1987 | 1991 | 1995 | 2000 | 2005 | 2010 | 2015 | 2020 | 2021 | 2023 |
| --------- | ---- | ---- | ---- | ---- | ---- | ---- | ---- | ---- | ---- | ---- | ---- | ---- | ---- | ---- | ---- | ---- |
| Einwohner | 648  | 602  | 635  | 655  | 621  | 653  | 693  | 752  | 749  | 696  | 682  | 646  | 660  | 626  | 638  | 645  |

## Kirchengeschichte

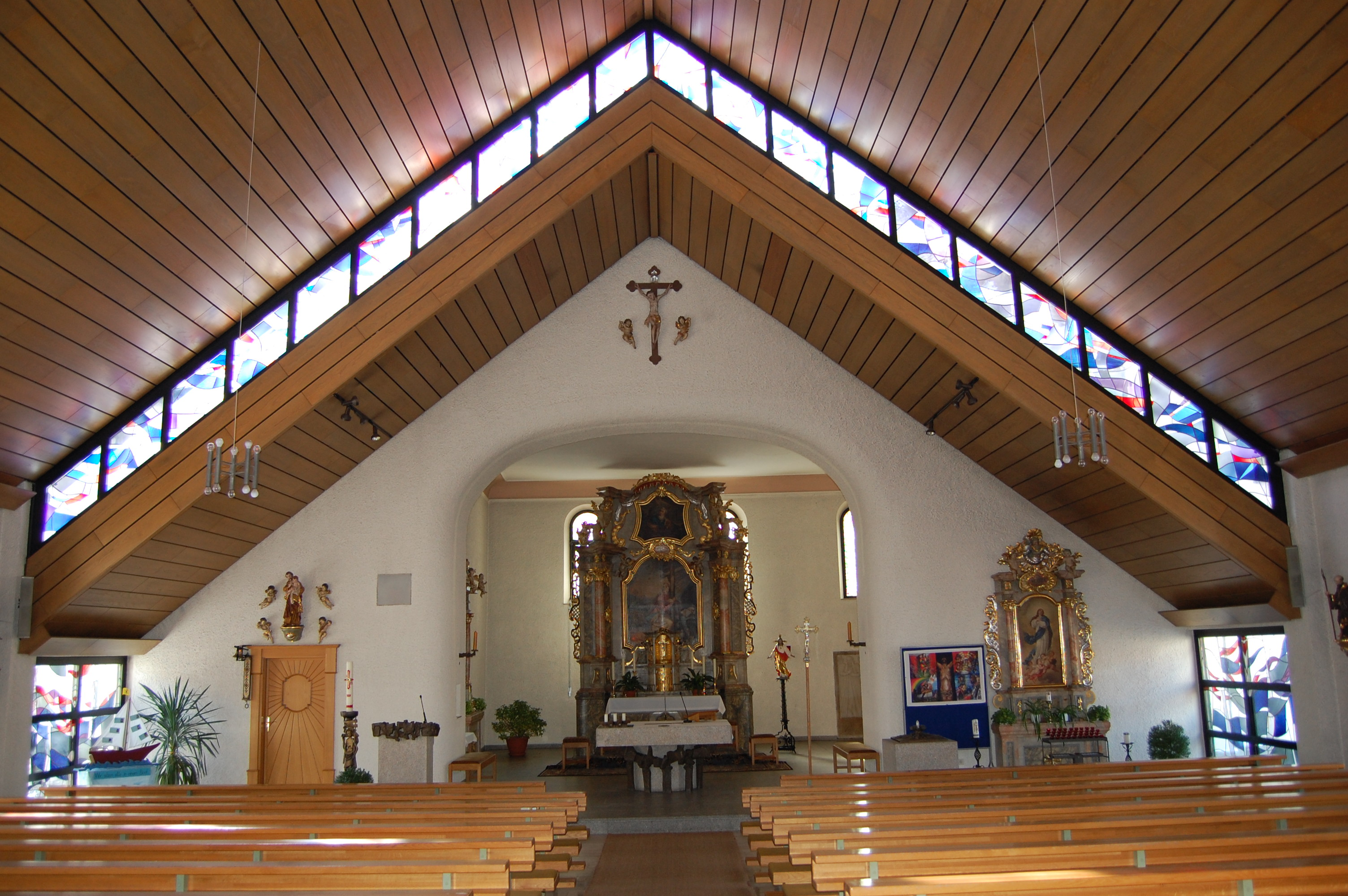
Innenansicht der Expositurkirche Maria Magdalena (2010)

Die Kirchengeschichte von Gleiritsch lässt sich bis in das Jahr 1286 zurückverfolgen. „Im Jahre 1286 wird in einem der ältesten Pfarreienverzeichnisse des Bistums Regensburg erstmals die Pfarrei Gleiritsch erwähnt“. Die zunächst eigenständige Pfarrei Gleiritsch wurde nach den Wirren des Dreißigjährigen Krieges und dem religiösen Wandel, ausgelöst durch die Reformation, von Nabburg, Hohentreswitz oder Weidenthal aus betreut.
Auf Drängen der Gutsherren von Guteneck, der Grafen von Kreith, entstand 1691 unter Graf Johann Friedrich von Kreith die Pfarrei Weidenthal. Von Weidenthal aus wurde Gleiritsch durch einen Hilfspriester seelsorgerisch betreut. Bis in das 19. Jahrhundert hinein führte die Pfarrei den Doppelnamen Weidenthal-Gleiritsch.
Im Jahre 1688 kauften die Grafen von Kreith die Hofmark Gleiritsch und den Hebenhof. Guteneck blieb aus diesem Grunde Hauptsitz der Pfarrei, die ehemals eigenständige Pfarrei Gleiritsch wurde Filiale.
In Gleiritsch wurde 1899 eine Expositur errichtet. Eine ausführliche Beschreibung der Kirchen- und Baugeschichte von Gleiritsch befindet sich im Artikel Maria Magdalena (Gleiritsch).

## Politik

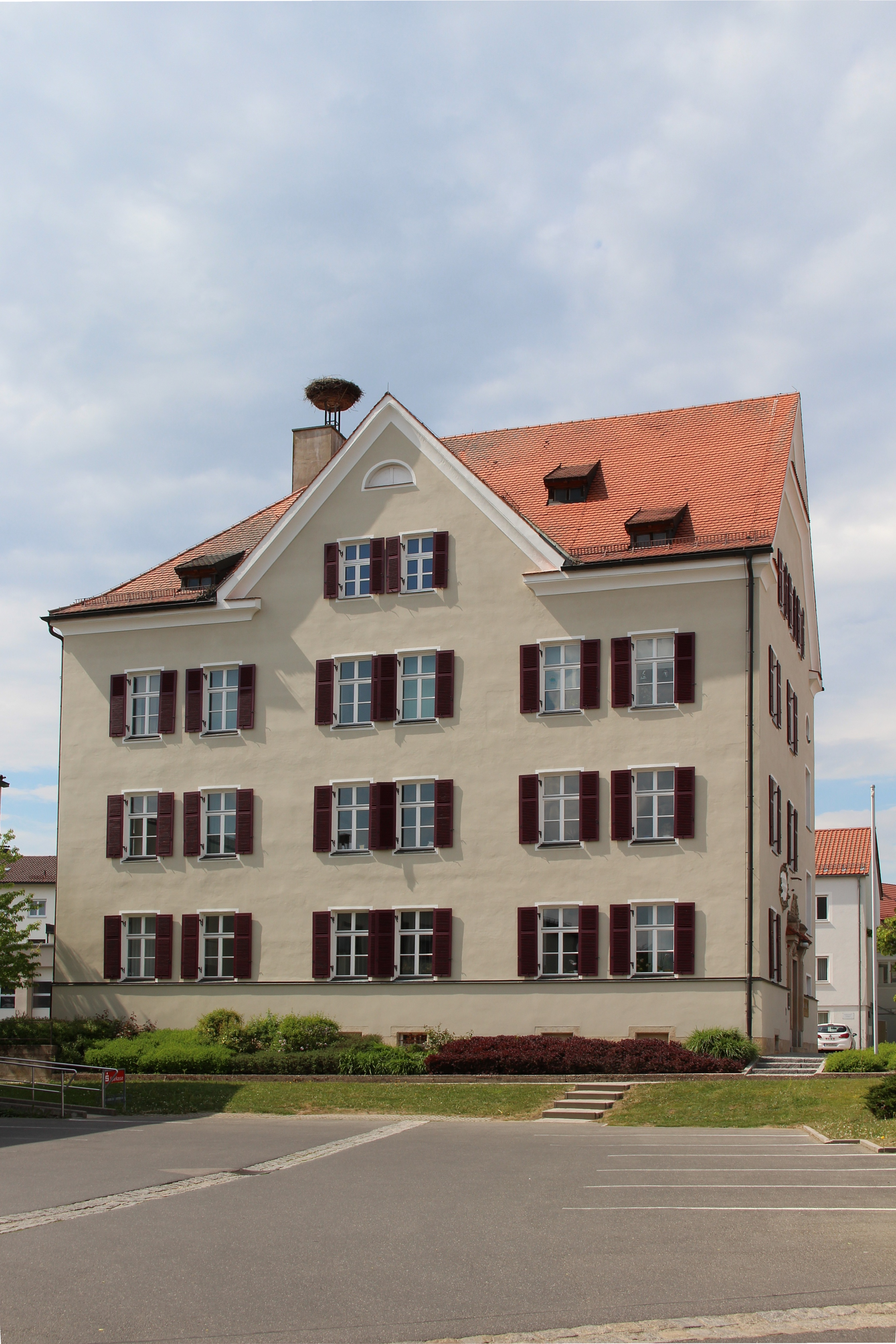
Verwaltungsgebäude (2019)

### Bürgermeister seit 1876
- 1876–1890: Adam Zinkl
- 1890–1906: Michael Ries
- 1906–1918: Josef Hauer
- 1918–1934: Johann Zwack
- 1934–1942: Georg Irlbacher
- 1942–1945: Michael Hauer
- 1945–1972: Michael Zwack (CSU)
- 1972–1979: Johann Dirmeier (Freie Wähler)
- 1979–2001: Karl Stepper (CSU)
- 2001–2020: Hubert Zwack (CSU)
- seit 2020: Josef Pretzl (Freie Wähler)

Quelle:Geschichte der Gemeinde Gleiritsch auf www.vg-oberviechtach.de

### Verwaltungsgemeinschaft Oberviechtach
Die Gemeinde ist Mitglied der Verwaltungsgemeinschaft Oberviechtach, die von den Gemeinden Gleiritsch, Niedermurach, Teunz und Winklarn gebildet wird. Die Stadt Oberviechtach ist eine eigene Verwaltungseinheit.

### Bürgermeister
2020 wurde Josef Pretzl junior (Freie Wähler Gleiritsch) zum Ersten Bürgermeister gewählt, der den seit 2001 amtierenden Ersten Bürgermeister Hubert Zwack (CSU) ablöste.

### Gemeinderat
Der Gemeinderat besteht aus acht Personen. 
Die Gemeinderatswahl 2020 ergab folgende Stimmenanteile und Sitzverteilung:
| Partei/Liste            | %    | Sitze |
| ----------------------- | ---- | ----- |
| CSU/Unabhängige Wähler  | 52,6 | 4     |
| Freie Wähler Gleiritsch | 47,4 | 4     |

### Steuereinnahmen
Die Gemeindesteuereinnahmen betrugen im Jahr 2015 316.189 Euro, davon waren 34.678 Euro Gewerbesteuereinnahmen (netto).

### Wappen und Flagge
Da die Gemeinde Gleiritsch als einzige Mitgliedsgemeinde der Verwaltungsgemeinschaft Oberviechtach noch das kleine bayerische Staatswappen in ihren beiden Dienstsiegeln führte, beschloss der Gemeinderat im Jahre 1986 die Anschaffung eines eigenen Hoheitszeichens in Form eines Wappens. Bei der Auswahl der Symbole griffen die Gemeindevertreter auf die Ortsgeschichte zurück, da andere typische Merkmale wie Berufseinrichtungen oder hervorstechende Wirtschaftszweige fehlten. Gemeinderatsmitglied Alois Köppl entwarf nach folgenden Kriterien das Wappen der Gemeinde Gleiritsch:
Die Herren von Plassenberg und Kreith hatten über lange Zeit nachhaltig Einfluss auf das heutige Gemeindegebiet. Aus diesem Grunde wurden Symbole ihrer Wappen herangezogen. Ein weiterer Hinweis im Wappen der Gemeinde Gleiritsch ist die enge Beziehung zum Regensburger Kloster Sankt Emmeram. Mönche dieses Klosters missionierten das Gebiet um Gleiritsch. Das Gemeindewappen stellt sich wie folgt dar:
- im Rot eine eingeschweifte silberne Spitze (Herren von Plassenberg)
- darin gekreuzt zwei rote Reuthauen (Rodungshauen – Herren von Kreith)
- darüber eine blaue heraldische Lilie (Kloster St. Emmeram)

Aus heraldischen Erwägungen erfolgte eine farbliche Änderung der Wappensymbole. Die Reuthauen (Rodungshauen) sind im Original silber (jetzt rot), die Lilie ist golden (jetzt blau)
Die Flagge der Gemeinde zeigt drei Streifen in der Farbefolge Blau-Weiß-Blau. Ihr ist das Gemeindewappen aufgelegt.
| Wappen von Gleiritsch | Blasonierung: „In Rot eine eingeschweifte silberne Spitze, darin schräg gekreuzt zwei rote Reuthauen, darüber eine heraldische Lilie.“ |
| Wappen von Gleiritsch | Wappenbegründung: In der heraldischen Lilie, Symbol des Regensburger Klosters St. Emmeram, kommt zum Ausdruck, dass Gleiritsch schon 1031 erstmals in einem Güterverzeichnis des Klosters nachweisbar ist. Die eingeschweifte silberne Spitze in Rot erinnert an die Herren von Plassenberg, die von Mitte des 16. bis Mitte des 17. Jahrhunderts Besitzer der Hofmark Gleiritsch waren. Die Reuthauen, eine für den Familiennamen sprechende heraldische Figur, sind in veränderten Farben vom Wappen der Grafen von Kreuth (Kreith) übernommen, zu deren Besitzkomplex das Gut Gleiritsch von 1688 bis in das 20. Jahrhundert gehörte. Dieses Wappen wird seit 1987 geführt. |

## Wirtschaft und Infrastruktur
Es gab 2014 nach der amtlichen Statistik im produzierenden Gewerbe keine und im Bereich Handel und Verkehr keine sozialversicherungspflichtig Beschäftigte am Arbeitsort. Sozialversicherungspflichtig Beschäftigte am Wohnort gab es insgesamt 292. Im verarbeitenden Gewerbe und im Bauhauptgewerbe gab es keinen Betrieb. Zudem bestanden im Jahr 2010 insgesamt 15 landwirtschaftliche Betriebe mit einer landwirtschaftlich genutzten Fläche von 382 ha, davon waren 284 ha Ackerfläche.

## Bildung

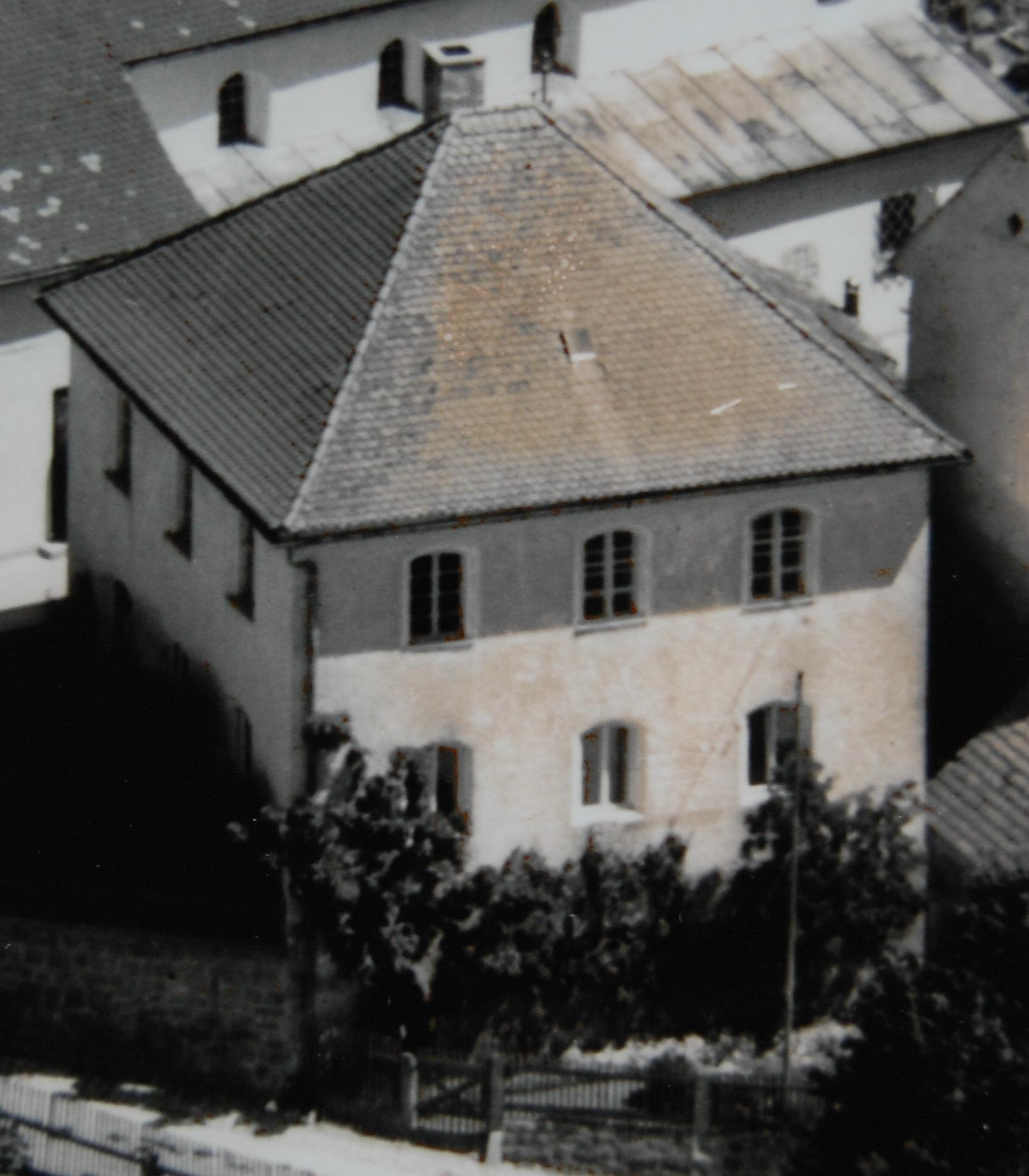
Schulhaus aus dem Jahre 1840, inzwischen abgerissen

Vorschulkinder können den Kindergarten in Tännesberg oder in Teunz besuchen. Die Schüler aus dem Schulsprengel Gleiritsch besuchen die Grundschule in Teunz und die Mittelschule mit M-Zug in Oberviechtach. Eine Realschule befindet sich in Nabburg, eine Wirtschaftsschule in Weiden und Gymnasien bestehen in Oberviechtach, Nabburg und Weiden. Der Schulweg kann nur mit Bussen zurückgelegt werden.

### Schulgeschichte
Die Schulgeschichte von Gleiritsch beginnt um 1810. In Privatwohnungen, auch Schulstuben genannt, wurde der Unterricht abgehalten. Die Notwendigkeit des Schulbesuches wurde nicht immer eingesehen, da die Kinder als Arbeitskräfte fehlten. Die Schulbesuchspflicht galt vom sechsten bis zum zwölften Lebensjahr. Im Jahre 1840 baute man in Gleiritsch südwestlich der Kirche das erste Schulhaus (1974 abgerissen). 1887/88 erfolgte ein weiterer Neubau, da das alte Gebäude zu klein war. Heute dient es nach dem Umbau und der Renovierung als Pfarrheim. In den Jahren 1965–1967 wurde in der Sandgasse ein weiteres Schulhaus errichtet, das bis 2008 für den Unterricht verwendet wurde.
Eine ausführliche Beschreibung der Schulgeschichte von Gleiritsch befindet sich im Artikel Schulgeschichte (Gleiritsch).

### Schulverband
Bis zum Jahre 1968 hatte Gleiritsch eine eigene Volksschule. Am 11. September 1968 kam es zur Gründung des Schulverbandes Tännesberg. Am 1. August 1969 wurde die Volksschule Gleiritsch aufgelöst und an die Volksschule Tännesberg angeschlossen. Im Jahre 1977 erfolgte die Eingliederung von Gleiritsch in den Schulverband Teunz. Dies hatte bis 2008 Bestand. Aufgrund rückläufiger Schülerzahlen wird das Gebäude in Gleiritsch nicht mehr für den Unterricht genutzt. Es wurde zum Haus der Vereine umgebaut. Die Grundschüler besuchen die Schule in Teunz, die Hauptschüler die Doktor-Eisenbarth-Mittelschule in Oberviechtach.

## Dorferneuerung

### Ortskernsanierung
In den Jahren 2010 und 2011 erfolgte im Rahmen der Ortskernsanierung eine völlige Umgestaltung des Dorfplatzes von Gleiritsch und des Umfeldes der Kirche. Ein neuer Brunnen sowie ein Backofen wurden gebaut und die Straßenführung leicht verändert. Den ehemaligen Gasthof Leipold übernahm die Familie Schneider. Er wird heute unter dem Namen Zum Dorfwirt geführt.

### Dorfladen Gleiritsch
Im Jahre 2012 entstand ein von Gemeindebürgern geführter Dorfladen, der mit Mitteln des Freistaates Bayern gefördert wurde. Zuständige Behörde war das Amt für ländliche Entwicklung Oberpfalz. Nachdem Bäcker, Metzger und Lebensmittelläden in den letzten Jahren ihren Betrieb in der Gemeinde eingestellt hatten, erfolgte die Gründung eines Dorfladens Gleiritsch UG (haftungsbeschränkt) aus rein ideellen Interessen, um die Nahversorgung zu gewährleisten und das Gemeinwohl zu fördern. Ein Arbeitskreis, bestehend aus Gemeindebürgern, Kommunalvertretern und Verwaltung entwickelte die Idee vom Dorfladen bis zu dessen Umsetzung. Am 20. September 2012 öffnete der Dorfladen Gleiritsch. Aufgrund des großen Preisdrucks und der damit verbundenen finanziellen Probleme des Dorfladens erfolgte 2023 der Aufruf zu einer Spendenaktion unter dem Motto „Werde Dorfladen-Pate“ für den Erhalt des Nahversorgers in Gleiritsch.

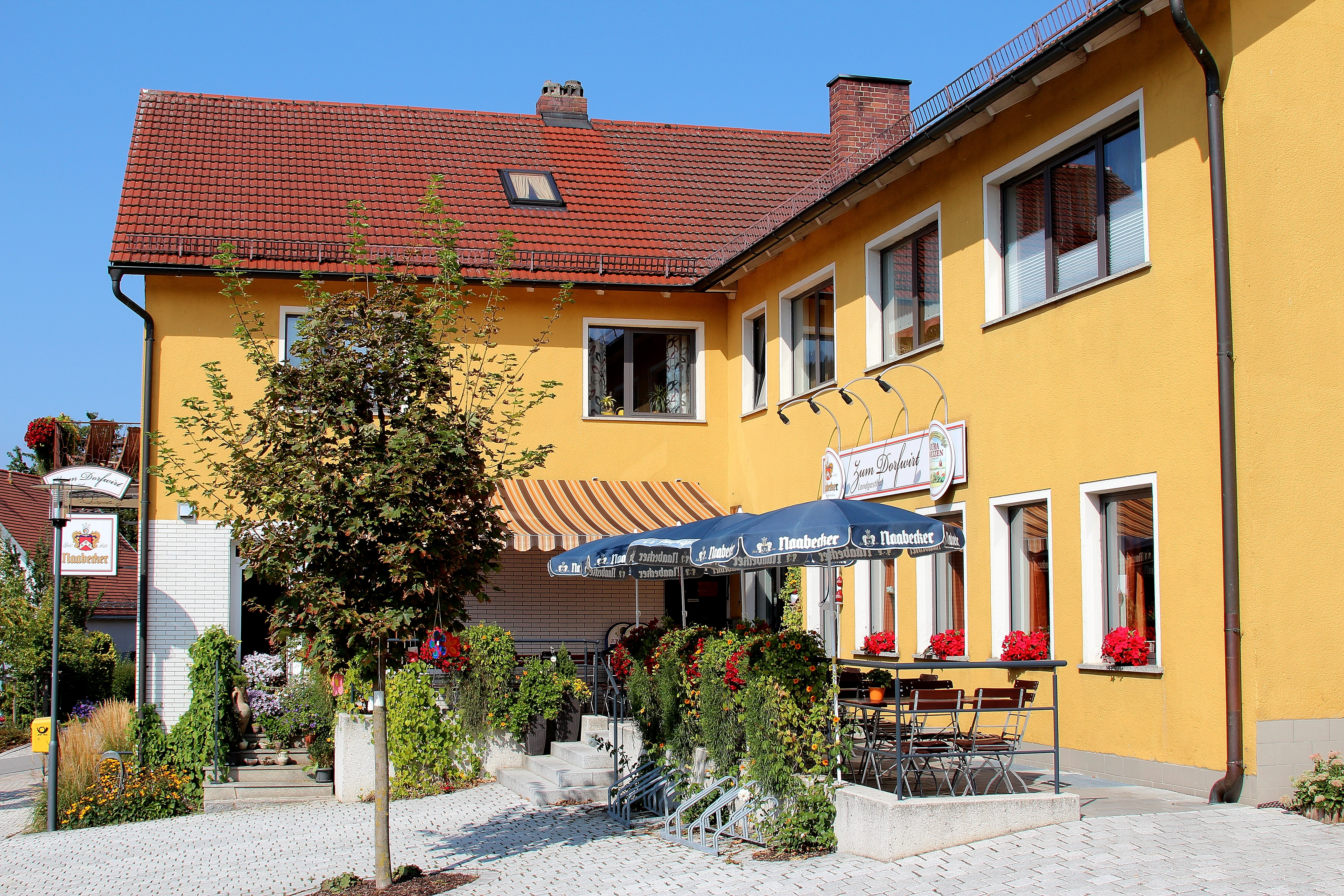
Dorfwirt (2016)
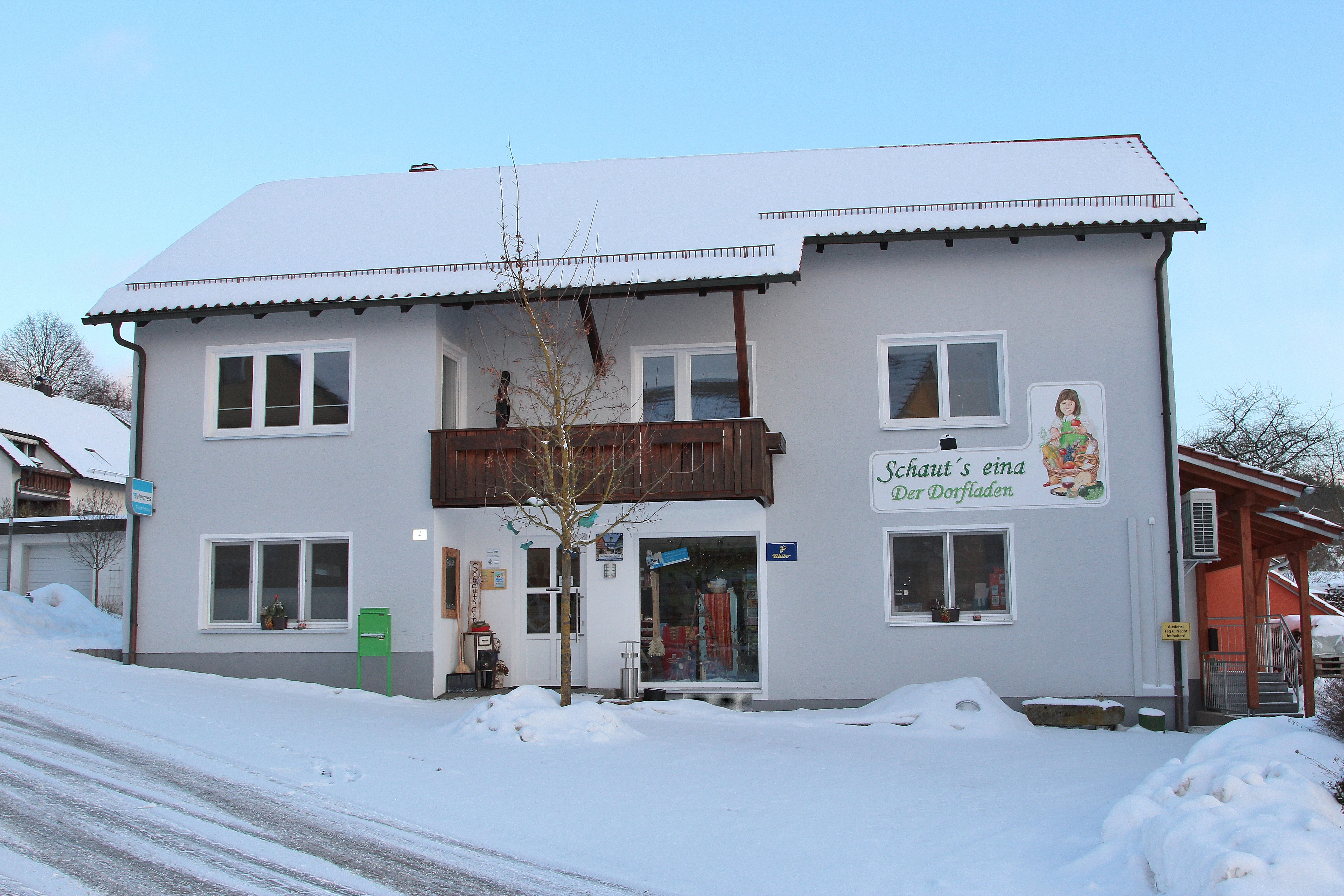
Dorfladen (2017)
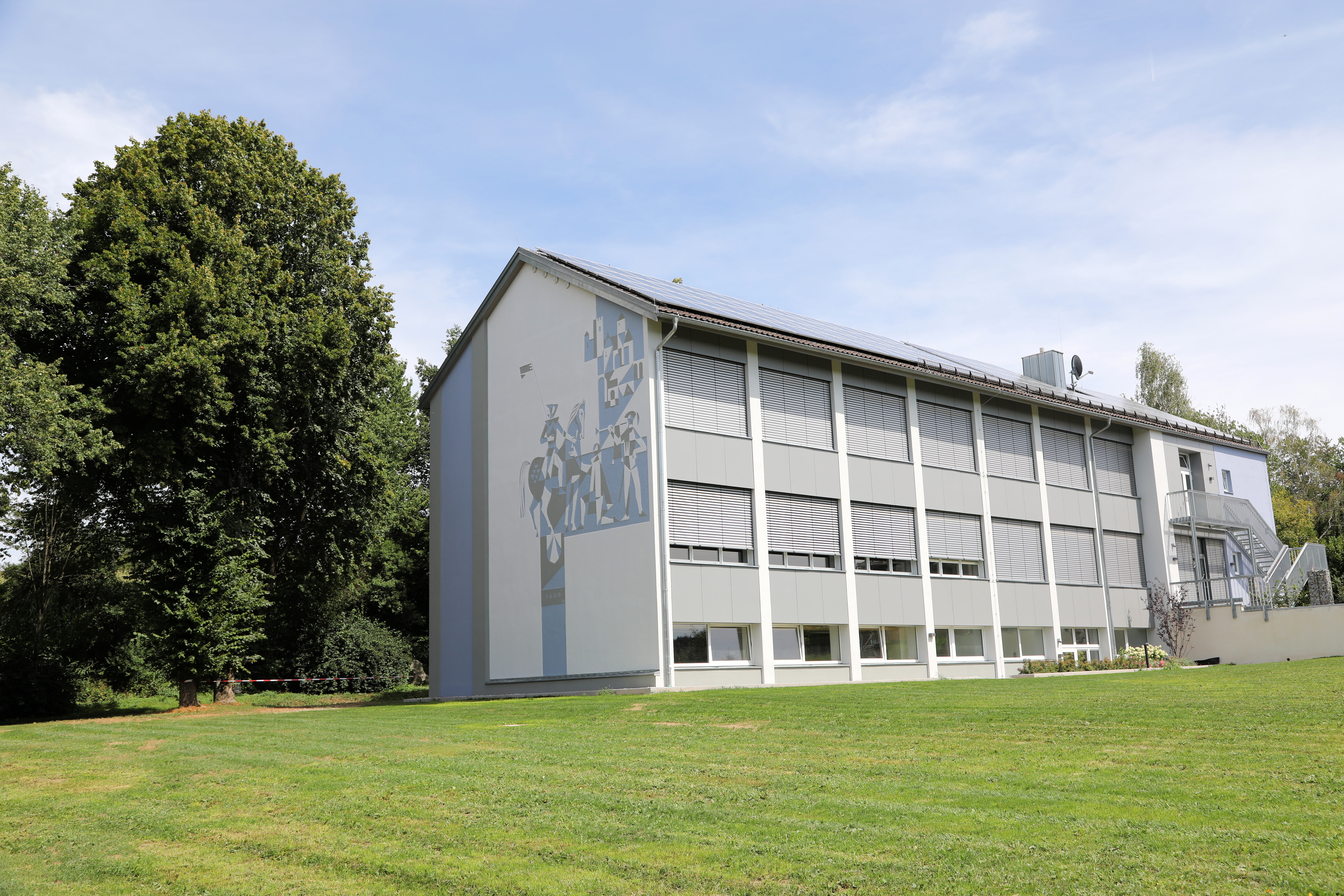
Haus der Vereine (2019)
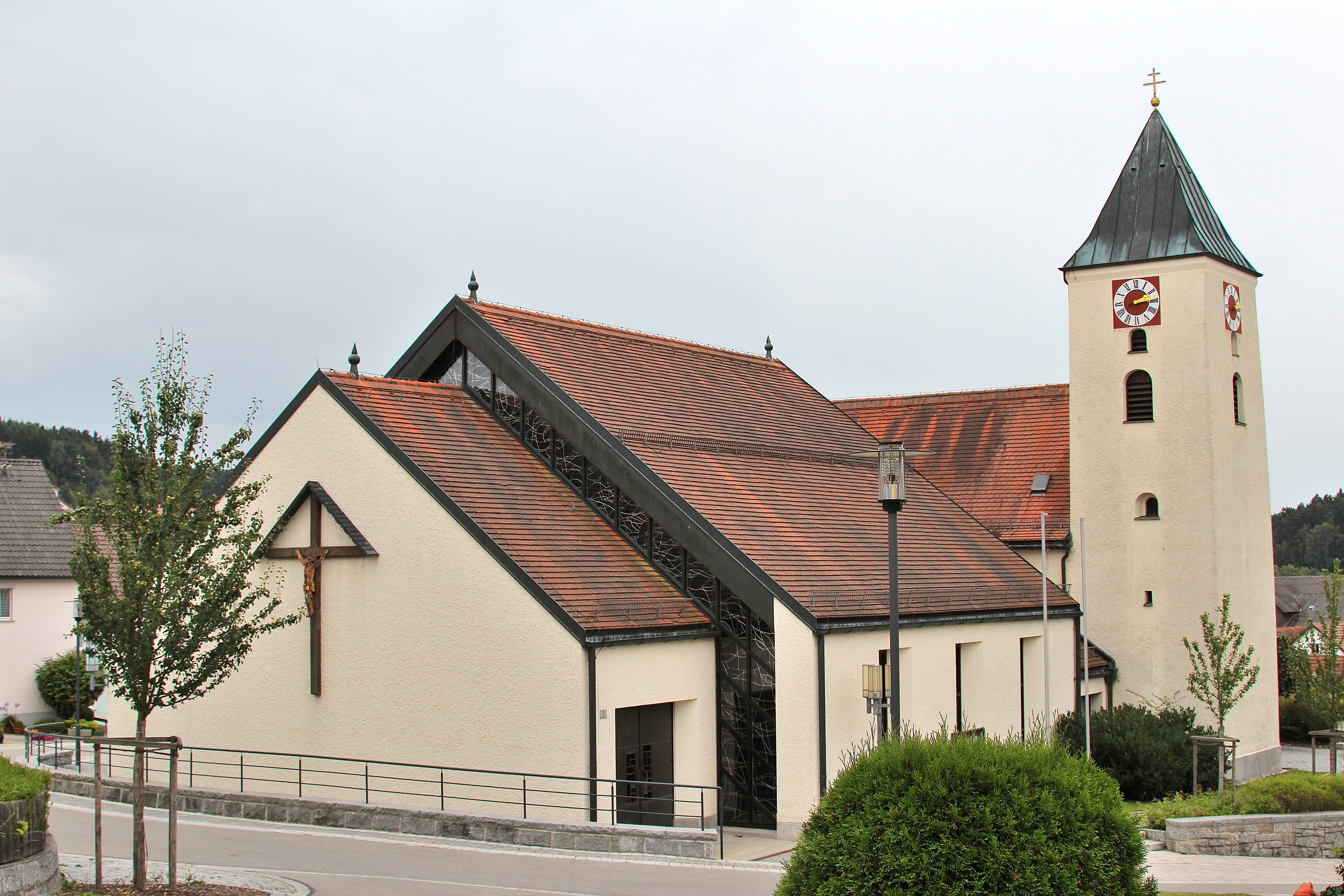
Kirche Maria Magdalena
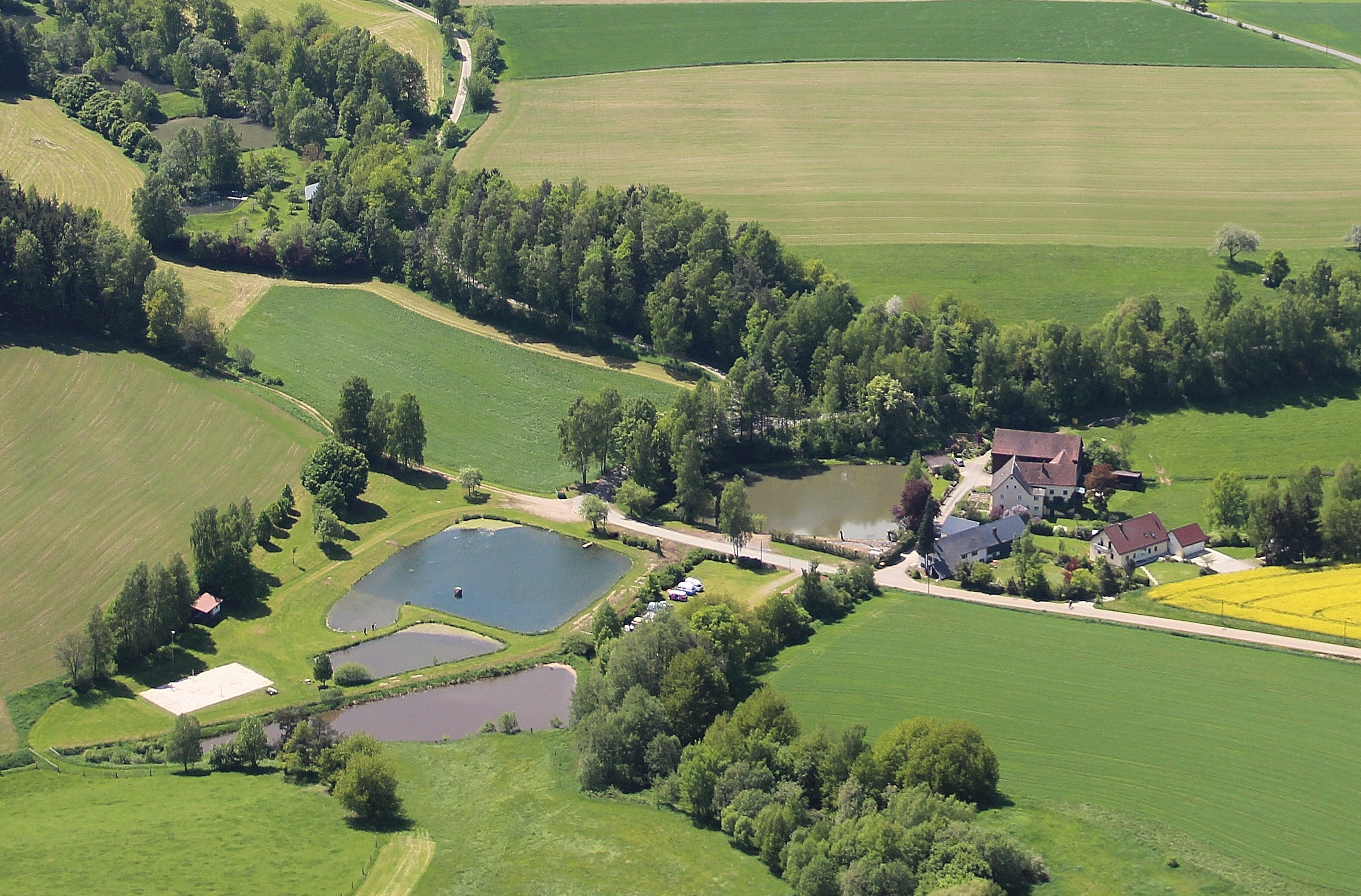
Zeltplatz Kroau (2013)

## Öffentliche Einrichtungen

### Gemeindlicher Weiher am Zeltplatz
Im Rahmen der Flurbereinigung wurde im Jahre 1974 bei der Kroau der so genannte Badeweiher angelegt. Es handelt sich um ein Naturbad, das kostenlos genutzt werden kann. 1986 erfolgte eine Umgestaltung durch Aufteilung in Badeweiher und Vorteich, um die Wasserqualität zu verbessern. Aufgrund geänderter Rechtsvorschriften müsste die Gemeinde Gleiritsch bei einem Badeweiher eine Schwimmaufsicht stellen. Da dies nicht möglich ist, wurde der Weiher Ende 2020 abgelassen. Im Jahre 2021 wird er dann von einem Badeweiher in einen Fischteich rückgebaut. Eine Schwimmaufsicht entfällt für die Gemeinde. Vereine und Gruppen nutzen im Sommer die idyllisch gelegene Lokalität zum Campen. Sanitäreinrichtungen und Stromanschluss stehen zur Verfügung. Ein deutschlandweites Käfertreffen fand mehrmals auf dem Gelände bei der Kroau statt. Crossläufe im Rahmen des Oberpfälzer Läufercups wurden hier in den vergangenen Jahren durchgeführt. Die Buchung für die Nutzung dieser Einrichtung erfolgt über die Gemeinde Gleiritsch. Am Badeweiher in der Kroau fließt der am Großen Kulm entspringende Kroaubach vorbei. Er mündet bei der Kohlmühle in die Gleiritsch.

### Heimatgeschichtliche Sammlung
Im Obergeschoss des 1988/1989 erbauten Feuerwehrhauses in der Sandgasse befindet sich eine heimatgeschichtliche Sammlung. In den Glasvitrinen sind Leihgaben aus dem Gemeindegebiet von Gleiritsch zu sehen. Bei den Objekten handelt es sich um Exponate aus dem sakralen, handwerklichen und musikalischen Bereich. Im Treppenhaus sind alte Ortsansichten und Bildmaterial von gemeindlichen Ereignissen ausgestellt.

## Sehenswürdigkeiten
- Expositurkirche Maria Magdalena
- Heimatgeschichtliche Sammlung im Feuerwehrhaus in der Sandgasse
- Katzenstein: höchste Erhebung in der Gemeinde (622 m ü. NN)
- Windpark Pamsendorf, zwei Kilometer südwestlich von Gleiritsch

## Vereine
| - Brieftaubenverein Gut Flug Gleiritsch - DJK Gleiritsch 1965 - ESV Lampenricht-Gleiritsch - Freiwillige Feuerwehr Gleiritsch - Gartenbau- und Ortsverschönerungsverein | - Krieger- und Reservistenkameradschaft Gleiritsch - Musikverein Gleiritsch - Schützenverein Plassenberg - Siedlergemeinschaft Gleiritsch |

## Persönlichkeiten
- Michael Zwack (1909–1992), 1. Bürgermeister von 1945 bis 1972 und Ehrenbürger der Gemeinde Gleiritsch
- Siegfried Schriml (1927–2016), Künstler, in Gleiritsch geboren
- Alois W. Dirschwigl (1935–2008), Ortsgeistlicher von 1966 bis 2006 und Ehrenbürger der Gemeinde Gleiritsch
- Georg Götz (* 1963), Volkswirtschaftler und Hochschullehrer, in Gleiritsch aufgewachsen